# Дирерова мрежица
Дирерова мрежица је историјско цртачко помагало, какво су користили уметници ренесансе, нпр. архитекта Алберти, Леонардо да Винчи, а касније Ван Гог и многи други сликари. Њено усавршавање приписује се немачком графичару Албрехту Диреру, чији мајсторски направљени реалистични цртежи привлаче пажњу већ пет векова. Коришћењем мрежице уметник је постизао тачне пропорције. Помагало је под називом Дирерова мрежица постало широко познато након објављивања књиге Упутство за перспективно цртање женског тела (енгл. издање Draughtsman Making a Perspective Drawing of a Woman), коју је написао, и илустровао, сам Дирер 1525. године.

## Сврха и намена
У раздобљу ренесансе била су позната разна помоћна средства за тачно преношење пропорција, на пример камера опскура, призма са огледалом, и нека друга. Такве справе су биле превасходно намењене научницима и уметницима да лакше савладају геометријску перспективу и постигну научну тачност, а већ крајем 17. века новоизмишљене справе сличног типа биле су намењене широј публици. Иза сваког од тих нових помагала налазила се идеја да се слика „по природи“ може добити механичким средствима., Тиме се свакако хтела избећи не само рука уметника него и ексклузивност производа уметничке израде, до тада доступних једино богатим и повлашћеним друштвеним слојевима. Дирер је измислио и неколико других помагала да би студирао перспективна скраћења приликом цртања људског тела, архитектуре или предела.

## Опис помагала
Дирерова мрежица се састоји од дрвеног оквира који стоји усправно на дрвеним ножицама. Оквир је могао бити ослобођен ножица уколико је потреба захтевала да се стави на сто, или нпр. у прозор, да би цртач цртао призор који види напољу. Оквир је унакрст премрежен канапима, тако да они чине мрежу (решетку) чију учесталост је цртач по потреби могао да мења ако провуче канапе кроз ближе или даље отворе на оквиру. Канапи на помагалу су били еластични, да би се могли премештати горе, доле, лево или десно, формирајући неограничен број конфигурација, укључујући и дијагоналне, што је било корисно за цртање перспективе.

## Начин употребе
Било је уобичајено да цртач ставља мрежицу између себе и објекта који црта. У исто време ставио би пред себе сто или плочу са платном, или папиром, на којој је већ нацртана умањена мрежица са истим бројем окана. Да би однос између ока и предмета цртања остао сталан, цртач је имао непосредно испред лица штапић причвршћен за сто са округлим отвором на врху. Кроз тај отвор гледао је на мрежицу, то јест кроз њу на мотив који је цртао. Другим речима, док цртање траје позиција ока (угао гледања) се није смела мењати. Гледајући на призор кроз мрежасто помагало (као што савремени возачи гледају на један сегмент ауто-карте), цртач је преносио оно што види у одговарајући квадрат на платну, или папиру. Поступајући према том опису, цртач је испуњавао квадрат по квадрат, док не би прецртао цео објект.